# Rue de la Bibliothèque
La rue de la Bibliothèque est une ancienne voie de Paris qui était située dans l'ancien 4e arrondissement, supprimée lors de l'ouverture de la rue de Rivoli et des magasins du Louvre.

## Situation
Située dans l'ancien 4e arrondissement, quartier Saint-Honoré, la rue de la Bibliothèque, d'une longueur de 91 mètres, commençait au 6, place de l'Oratoire et  finissait aux 187-189, rue Saint-Honoré.

## Origine du nom
Cette rue conduisait à la Bibliothèque nationale qui était située dans le palais du Louvre.

## Historique
Cette rue a été ouverte sur une partie du parc qui dépendait du château du Louvre. Sous le règne de Philippe Auguste, l'emplacement était hors de Paris. Elle fut appelée dès son ouverture « rue du Champ-Fleuri » ou « rue des Champs-Fleuris » en raison des jardins qui existaient à cet endroit.
Elle a été un lieu de prostitution : en 1367, elle est une des douze seules rues dans lesquelles l'édit du prévôt de Paris Hugues Aubriot autorise la présence de prostituées.
Elle est citée dans un manuscrit de l'abbaye Sainte-Geneviève de 1450 sous le nom de « rue des Champs-Fleury ».
Elle est citée sous le nom de « rue Champfleury », dans un manuscrit de 1636.
En 1702, la « rue Champfleury », qui fait partie du quartier du Louvre, comporte 26 maisons et 5 lanternes.
Un décret du  21 mars 1801 (30 ventôse de l'an IX) ayant ordonné de placer la Bibliothèque nationale dans le palais du Louvre, la rue du Champ-Fleuri fut alors nommée « rue de la Bibliothèque ».
Une décision ministérielle du 2 thermidor an X (21 juillet 1802), signée Chaptal, fixe la largeur de cette voie publique à 7 mètres. Cette largeur est portée à 10 mètres, en vertu d'une ordonnance royale du 22 août 1840.
Par la suite, la partie méridionale de cette voie publique a été démolie pour faciliter l'exécution de la grande galerie septentrionale qui réunit le palais du Louvre au château des Tuileries, avant de disparaitre totalement, vers 1855, lors de l'ouverture de la rue de Rivoli et de la construction des magasins du Louvre.

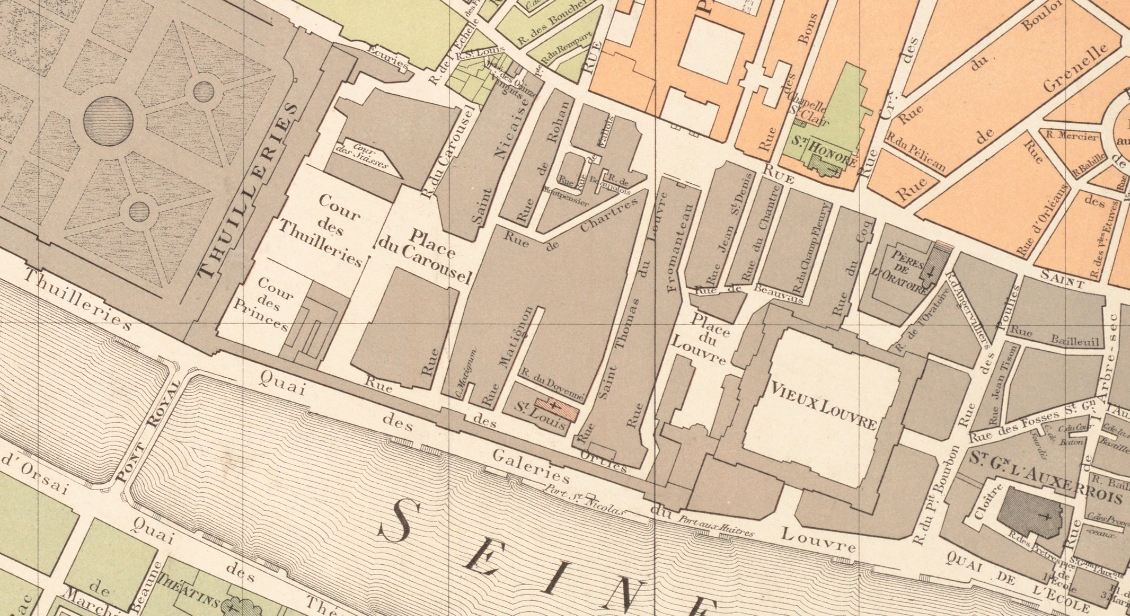
Le quartier du Louvre-Tuileries-Palais-Royal avant les travaux.